# Forte de Santa Cruz
O Forte de Santa Cruz, conhecido localmente como Castillo de Santa Cruz (em língua galega, Castelo de Santa Cruz), localiza-se na cidade e município de Oleiros, na província da Corunha, comunidade autónoma da Galiza, na Espanha.
Este forte foi iniciado no século XVI, em uma pequena ilha na ria do Burgo, como complemento da defesa do porto da Corunha, cruzando fogos com o Forte de San Antón (e com o Forte de San Diego.

## História
Foi erguido a partir de 1594 ou 1595, sendo Capitão-general da Galiza Diego das Mariñas, com projecto do engenheiro militar Pedro Rodríguez Muñiz, que no passado, havia sido responsável pela construção do Forte de San Antón.
No século XVIII sofreu obras de modernização, quando foram-lhe erguidos novos baluartes, pavilhões e parapeitos, sendo Capitão-general Martín Cermeño.
Actualmente as suas dependências abrigam o Centro de Educação Ambiental da Universidade da Coruña, e se encontra recoberto por abundante vegetação.

## Galeria

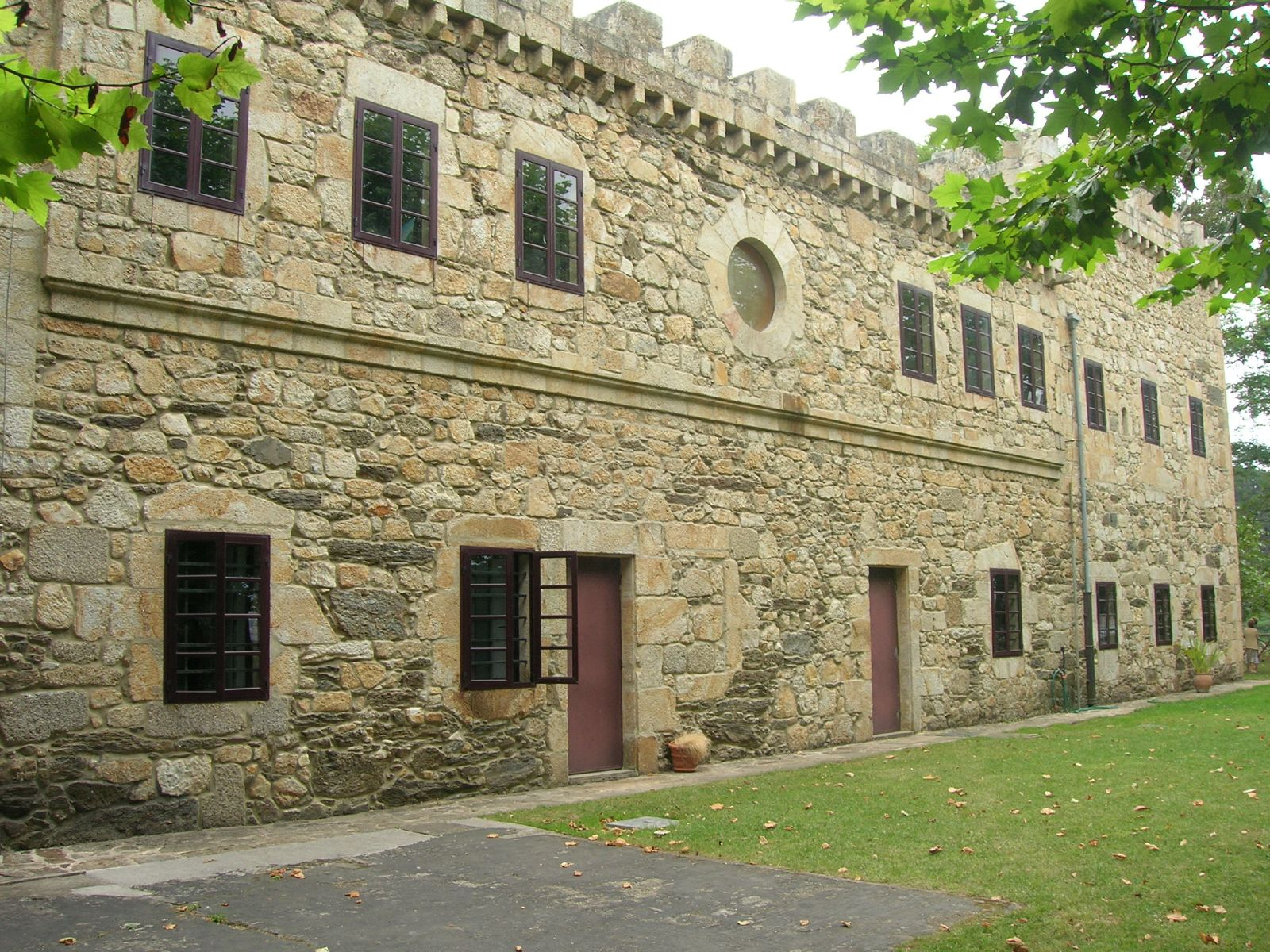
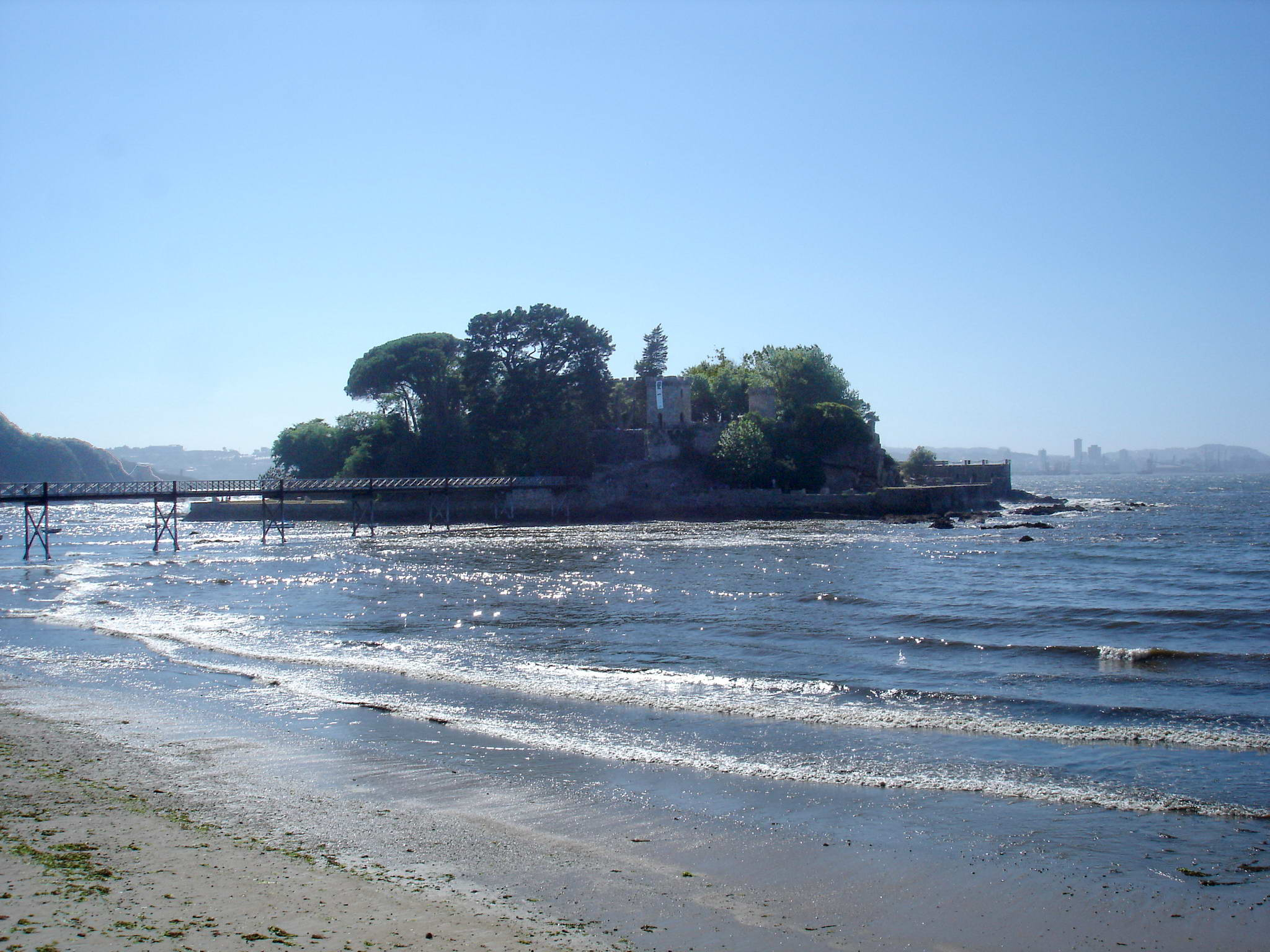
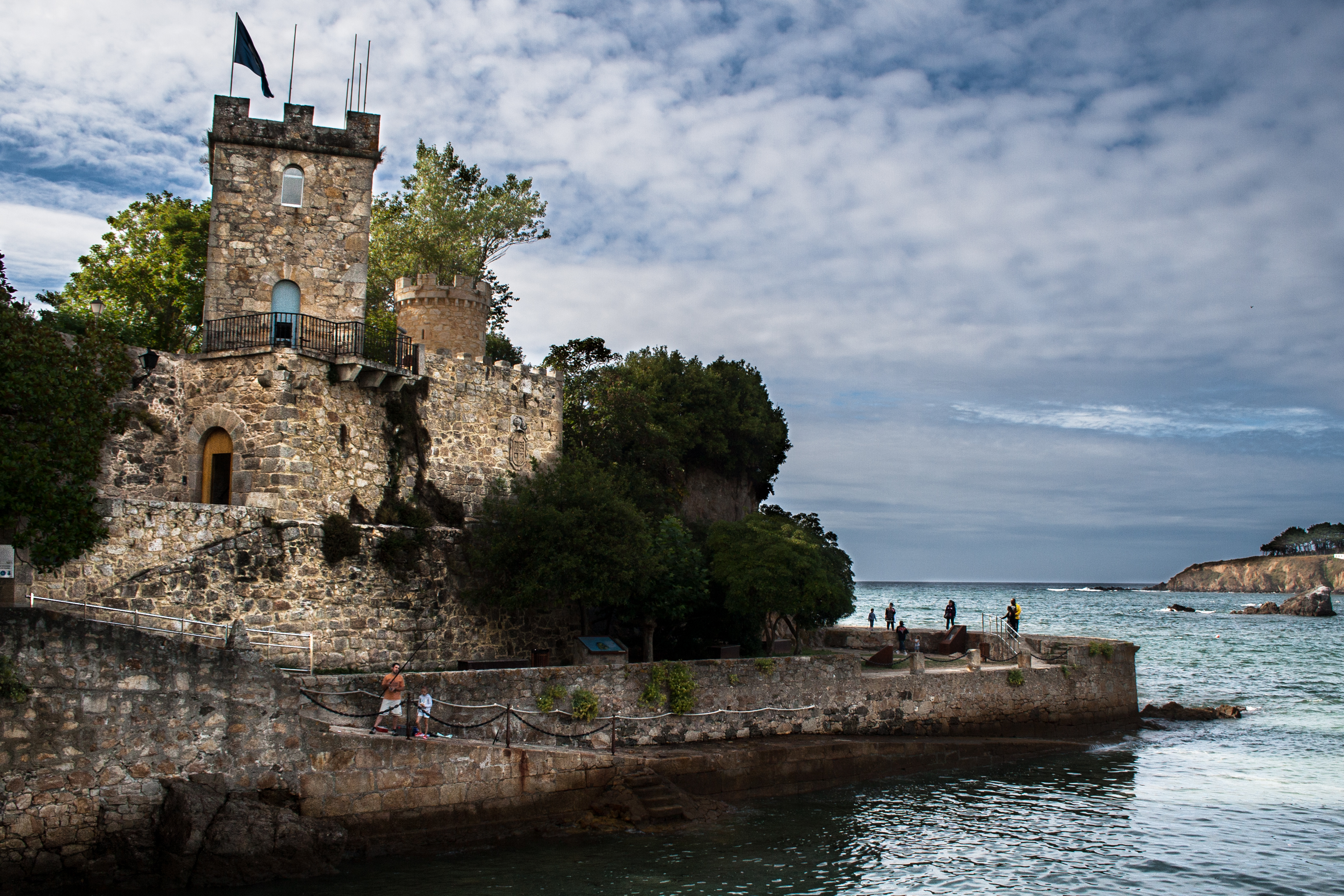